# جیرجیرک‌های سنگین
جیرجیرک‌های سنگین یا وتا (انگلیسی: Wētā) نامی عمومی برای حدود ۷۰ گونه از حشرات در خانواده‌های شاه‌جیرجیرکان و جیرجیرک‌های شتری است که همگی بومی نیوزیلند هستند.